# Lynda Shepherd
Lynda Shepherd (Plymouth, 5 de mayo de 1985) es una futbolista anglo-norirlandesa que juega como centrocampista en el Blackburn Rovers, en la Segunda División inglesa.

## Trayectoria
Tras pasar por la cantera del Manchester United, Shepherd comenzó en la 2ª División inglesa, primero en el Stockport County y a partir de 2006 en el Blackburn Rovers. En 2011 debutó en Primera con el Liverpool.
De vuelta en Segunda, en 2013 fichó por el Manchester City (en el que ya había estado cedida en 2010) y en 2014 regresó al Blackburn Rovers.
En 2013 debutó con la selección norirlandesa. Shepherd había sido internacional por Inglaterra en categoría sub-20 y sub-23, pero no llegó a debutar en categoría absoluta pese a haber sido convocada en 2006.